# Silverstoneia
A Silverstoneia a kétéltűek (Amphibia) osztályának békák (Anura) rendjébe, ezen belül a nyílméregbéka-félék (Dendrobatidae) családjába, azon belül a Colostethinae tartozó nem.

## Nevének eredete
A Silverstoneia nem nevét Philip Arthur Silverstone-Sopkin amerikai herpetológus és botanikus tiszteletére kapta.

## Előfordulásuk
A nembe tartozó fajok Costa Ricától Kolumbia délnyugati területeiig, 1600 m-es tengerszint alatti magasságon honosak.

## Rendszerezés
A nembe az alábbi fajok tartoznaK:
- Silverstoneia dalyi Grant & Myers, 2013
- Silverstoneia erasmios (Rivero & Serna, 2000)
- Silverstoneia flotator (Dunn, 1931)
- Silverstoneia gutturalis Grant & Myers, 2013
- Silverstoneia minima Grant & Myers, 2013
- Silverstoneia minutissima Grant & Myers, 2013
- Silverstoneia nubicola (Dunn, 1924)
- Silverstoneia punctiventris Grant & Myers, 2013